# The Stig
The Stig este numele dat șoferului de curse anonim ce apare în emisiunea automobilistică Top Gear a postului de televiziune BBC. El este prezentat în emisiune ca un șofer de curse misterios, a cărui identitate nu este dezvăluită, ce nu vorbește și nici nu își arată chipul în fața camerei de filmat. Totuși, el este creditat ca prezentator al emisiunii, alături de Jeremy Clarkson, Richard Hammond și James May.
Rolul principal al lui The Stig în cadrul emisiunii este să efectueze ture de pistă cronometrate conducând diverse automobile pe circuitul Top Gear din Dunsfold Park și să-l instruiască pe fiecare invitat săptămânal al emisiunii în realizarea unui tur de postă cronometrat, în cadrul secțiunii „Star in a Reasonably-Priced Car” a emisiunii. În plus, The Stig îndeplinește și alte servicii legate de șoferie, atunci când acestea sunt necesare.
The Stig a participat și în cadrul altor ediții speciale ale emisiunii lui Jeremy Clarkson, cum ar fi „Heaven and Hell” și „The Good, The Bad, and The Ugly”, și de asemenea în emisiunea BBC „Whizz Whizz Bang Bang”.

## Recorduri
Cel mai bun timp oficial al lui The Stig a fost de 1 minut și 10,7 secunde, înregistrat conducând un Ferarri FXX. Cei mai buni timpi anteriori acestuia au fost înregistrați pilotând Renault F1, Aston Martin DBR9 și Caparo T1, dar nici unul nu a fost valid deoarece automobilele sunt prea joase pentru a trece peste un limitator de viteză standard folosit în Marea Britanie.

## Identitate
În primul episod din sezonul 13 Top Gear, Jeremy Clarkson a susținut că dezvăluie secretul identității lui Stig, ca fiind pilotul retras de Formula 1 și cvintuplul campion mondial, Michael Schumacher. BBC, însă, a recunoscut că dezvăluirea este falsă, Michael Schumacher fiind invitat la emisiune fiindcă este singura persoană căreia compania Ferrari îi permite să conducă un FXX pe circuitele de curse. Astfel, Schumacher a fost The Stig doar în acea emisiune. S-a presupus de presa din Marea Britanie că adevărata sa identitate este Ben Collins. A concurat în formula 3, Le Mans, GT și nascar. El s-a ocupat de cascadorii în filme precum Quantum of Solace.